# 戸坂村
戸坂村（へさかむら）は、かつて広島県安芸郡に存在した村である。1889年（明治22年）の町村制発足により設置され、1955年（昭和30年）4月10日、広島市に編入合併して消滅した。

## 地理
- 旧「安芸郡戸坂村」の村域は現在の戸坂地区（「戸坂」を冠する広島市東区の各町）の大部分に相当する。
- 安芸郡の西北端に位置し、南側と東側は牛田山などの山に囲まれ、西北部が太田川に面して開けた谷間となっている。
- 北は安佐郡高陽町、東は同じ安芸郡の温品村、南は中山村および広島市牛田町、西は太田川を挟んで安佐郡祇園町に隣接する（広島市以外の隣接町村はその後いずれも広島市に合併され、現在は高陽町が安佐北区、祇園町が安佐南区、中山村が東区に編入されている）。

## 歴史

### 地名の由来
「戸坂」は鎌倉時代の史料に登場する古い地名であるが、かつて太田川対岸の銀山城に居城する安芸国守護・武田氏のもとで牛田山（茶磨山（ちゃすりやま）とも）山頂に要害（のち戸坂城と称する）を築きこの地を支配していた「戸坂氏」との関連を指摘する見解がある（戸坂氏は武田氏滅亡後、大内氏に従い温科（現在の東区温品）に領地を与えられた）。

### 古代・中世
古代・中世の戸坂村は、山陽道が中山村から中山峠を越えて通っており、ここから太田川を渡河するという重要な交通拠点であった（広島築城後、街道は城下を通るルートに変更され戸坂村は街道筋から外れることになった）。
室町時代には、先述の安芸国守護・武田氏の支配下にあった。15世紀前半、武田氏に敵対する大内氏の安芸侵攻が本格化したため、戸坂はしばしば大内方の攻撃を受けることとなり、1540年（天文9年）には戸坂城が陥落、さらにその翌年には大内氏と同盟した毛利氏が銀山城を攻略し武田氏を滅ぼした（この際、毛利がおびただしい数の草鞋に火を付けて川に流し、武田軍を欺いたという伝承が残っているのが現在の「戸坂千足」（へさかせんぞく）である）。その後、戸坂は大内氏ついで毛利氏の支配下に入り、近隣の牛田・矢賀などとともに山県氏・福井氏など毛利水軍の拠点となった。

### 近世
近世の戸坂は広島藩家老の上田氏（宗箇の末裔）の給知とされており、広島城下向けのゴボウや大根の栽培を中心とした農業のほか太田川の水運に従事する村民が多かった。しかし太田川が北から西へ湾曲する地点にあたることからしばしば水害に悩まされ、村内では護岸工事が頻繁に行われた。しかし治水問題は容易には解決されず、村は昭和時代に入るまで太田川の氾濫、あるいは豪雨による山津波に悩まされることとなった。また同時に水の便が悪かったため古来農業用水の確保にも苦しみ、近隣の村との間に水争いが起こることもあった。

### 近代
1889年（明治22年）の町村制発足により安芸郡戸坂村が設置された。1915年（大正4年）には芸備鉄道（現在のJR芸備線）が開通、翌年には戸坂駅が開業した。1916年には電灯が設置、1924年には広島市内八丁堀から戸坂を通って矢口（現安佐北区）を結ぶバス路線が開通した。この時期の村の主たる産業は養蚕・畳表製造・養鶏などであったが、アメリカなどに移民として出稼ぎに行く者も多かった。当時は市内比治山で時報として撃たれるドン（午砲）が戸坂でも聞くことが出来たという。
戦時体制のもと、1942年 - 43年には戸坂に戸坂水源地兼浄水場を設置し呉の軍港に太田川の水を送る水道が建設された（この水道は戦後呉市に売却された）。また1945年（昭和20年）には戸坂国民学校（現在の広島市立戸坂小学校）に陸軍病院の分院が設置された。同年8月6日の原爆投下に際して、爆心地から4km以上離れていた村自体の被害は軽微であったが、市内から避難してきた多数の被爆者が陸軍病院に殺到した。軍医の肥田舜太郎らが診察と治療にあたったが、収容しきれなかった者は一般民家に割り当てられ、当日市内に出ていたため被爆した村民も含め、多くの犠牲者が出た。

### 戦後
戦時中の1943年、太田川改修事業の遅れが戸坂村の大水害を招いたことから、第二次世界大戦後の1946年この地域での改修事業が開始され、1951年に戸坂堤防が完成、治水問題はようやく解決された。太田川対岸との交通手段に関していえば、戦後初期に至るまで渡し船が中心であり、村内には千足渡し・樋口渡しの2つの渡船場があったが、1952年安芸大橋が千足渡し付近に架橋し、渡船は廃止に向かった。また、この時期になると専業農家よりも市内通勤の兼業農家が多数を占めるなど広島市との関係が強まった。このような事情や1953年の町村合併促進法などを背景に広島への編入合併を求める意見が高まり、一方では中山・温品との3村合併案、近隣の祇園町などとの「祇園市」新設案も出された。しかし最終的には広島市との合併に決定され、1955年に編入合併がなされた。

## 沿革
- 1889年4月1日 ： 町村制発足により安芸郡戸坂村が設置。
- 1955年4月10日 ： 広島市に編入し消滅。旧村域は「戸坂町」となる。

## 大字
近世以来の「戸坂村」がそのまま町村制による戸坂村に移行したため、大字は編成されなかった。戸坂村以来の古い地名としては、現在も町名・団地名などの形で残っている「百田」「東浄」「数甲」「出江」「流谷」などが知られている。

## 各種施設・企業（1955年4月時点）
公共機関
- 戸坂村役場 ： 現在の戸坂出江二丁目・戸坂小の南隣に所在。

学校
- 安芸郡戸坂村立戸坂小学校 ： 1872年（明治5年）4月27日設立。合併後広島市立戸坂小学校と改称、その後戸坂城山小・東浄小を分離し現在に至る。

橋梁
- 安芸大橋 ： 1952年竣工。

水道施設
- 戸坂浄水場

治水施設
- 戸坂堤防 ： 1951年3月31日竣工。

## 交通（1955年4月時点）
鉄道
- 国鉄芸備線
  - 石ヶ原駅 ： 1930年4月25日開業。1941年8月10日営業休止。
  - 戸坂駅 ： 1916年4月25日開業。

## 合併後の状況
- 現況については戸坂 (広島市)を参照されたい。
- 広島市への編入合併後、旧戸坂村域はそのまま「広島市戸坂町」となった。1950年代半ば以降、桜が丘団地・百田団地・東浄団地の造成など宅地化が進行、1964年には広電バス戸坂線も開通して広島の近郊住宅地としての性格が色濃くなった。
- こののち一部地域を牛田地区や中山地区に編入しながらも、1974年の町名変更により戸坂町の大部分が戸坂千足・くるめ木・山崎町・桜西町・桜上町・桜東町・中町・惣田・山根・数甲・出江・城山町・大上・南・新町に分割され、現町名が出そろった。現「戸坂町」は山林部を中心とした区域となっている。
- 広島市への合併により、それまでの戸坂村役場は市の戸坂出張所となり、政令市移行による東区発足後は「戸坂連絡所」として現・戸坂公民館に移転した。

## 関連書籍
- 『広島県の地名』（日本歴史地名大系 第35巻） 平凡社、1982年
- 『角川日本地名大辞典 第34巻 ： 広島県』 角川書店、1987年　ISBN 4040013409